# Menachem Porusz
Menachem Porusz (hebr.: מנחם פרוש, ang.: Menachem Porush, Menahem Porush ur. 2 kwietnia 1916 w Jerozolimie, zm. 22 lutego 2010) – izraelski rabin i polityk, w latach 1959–1975, i 1977–1994 poseł do Knesetu z listy Agudat Israel i innych ugrupowań ultraprawicowych. Wiceminister pracy i spraw społecznych w latach 1984–1985 i 1990–1992.

## Życiorys
W wyborach parlamentarnych w 1959 po raz pierwszy dostał się do izraelskiego parlamentu. 23 listopada 1975 zrezygnował z zasiadania w Knesecie, jego miejsce zajął Szelomo-Ja’akow Gross. Powrócił do parlamentu w kolejnych wyborach. Zasiadał w Knesetach IV, V, VI, VII, VIII, IX, X, XI, XII i XIII kadencji. W 1994 ostatecznie złożył mandat poselski, który objął po nim Awraham Werdiger.
Jego syn Me’ir również został rabinem i politykiem, posłem w latach 1996–2011 i 2013–2016.